# Flughafen Zielona Góra-Babimost

i8
i11
i13
Der Flughafen Zielona Góra-Babimost (polnisch: Port lotniczy Zielona Góra-Babimost, IATA-Code: IEG, ICAO-Code: EPZG) ist ein regionaler Flughafen im Großraum Zielona Góra (Grünberg), auf dem Gebiet der Stadt-und-Land-Gemeinde Babimost (Bomst) im westlichen Polen.
Es wird nur eine Strecke nach Warschau bedient. In der Vergangenheit gab es einige internationale Verbindungen, z. B. nach Dresden.
Bis zum Jahr 2004 wurde der Flughafen militärisch genutzt und danach an die örtlichen Behörden übergeben.
Er ist ein regionaler Flughafen, der sich im Großraum Zielona Góra Agglomeration (die so genannte Lubusian Tri-Stadt) in Westpolen befindet. Der Flughafen liegt 10 km von Sulechów und 35 km nordöstlich der Innenstadt Zielona Góra. Der Flughafen ist der kleinste aller internationalen Flughäfen in Polen. Seit dem Ende der militärischen Nutzung wird der Flughafen von dem Staatsunternehmen Porty Lotnicze (PPL), dem Betreiber des Flughafens Warschau, betrieben. Es herrscht ein Streit, ob eine eigene Gesellschaft unter Verwaltung der regionalen Gebietskörperschaften die Geschäftsführung des Flughafens übernehmen soll, da der Flughafen unter Führung der PPL keinen kommerziellen Erfolg erzielen konnte.
Der Flughafen befindet sich in der Ortschaft Kramsko, nahe der Stadt Babimost, 95 km westlich von Poznań, 90 km östlich der deutschen Grenze und 170 km vom Zentrum Berlins entfernt. Im Einzugsgebiet des Flughafens leben etwa 3 Millionen Einwohner des Lebuser Land (poln.: Ziemia Lubuska) und des westlichen Großpolen (Wielkopolska).

## Fluggesellschaften und Reiseziele
| Fluggesellschaft  | Reiseziele                                                                        |
| ----------------- | --------------------------------------------------------------------------------- |
| Freebird Airlines | Saisoncharter: 1. Türkei, Antalya (beginnt am 29. Juni 2021)                      |
| LOT               | 1. Polen, Warschau-Chopin Saisonal: 1. Kroatien, Rijeka (beginnt am 4. Juli 2021) |

## Statistiken
| Jahr | Passagiere | Cargo kg     | Flugbetrieb |
| ---- | ---------- | ------------ | ----------- |
| 1999 | 198        | 0            | 100         |
| 2000 | 207        | 0            | 36          |
| 2001 | 5 624      | 0            | 615         |
| 2002 | 7 598      | 0            | 681         |
| 2003 | 7 813      | 0            | 1 237       |
| 2004 | 3 949      | 0            | 400         |
| 2005 | 427        | 0            | 163         |
| 2006 | 8 316      | 0            | 1 107       |
| 2007 | 6 739      | 0            | 714         |
| 2008 | 5 237      | 0            | 614         |
| 2009 | 2 955      | 3 929        | 642         |
| 2010 | 3 637      | 5 205        | 668         |
| 2011 | 6 940      | 1 591        | 328         |
| 2012 | 12 276     | Daten fehlen | 602         |
| 2013 | 12 568     | Daten fehlen | 712         |
| 2015 | 17 111     | 0            | 1 299       |
| 2016 | 9 443      | Daten fehlen | 1 147       |
| 2017 | 17 702     | 0            | 1 114       |
| 2018 | 21 934     | 0            | 1 295       |
| 2019 | 33 756     | 0            | 1 778       |